# Château de Serviès-en-Val
Le château de Serviès-en-Val est un château situé à Serviès-en-Val, en France.

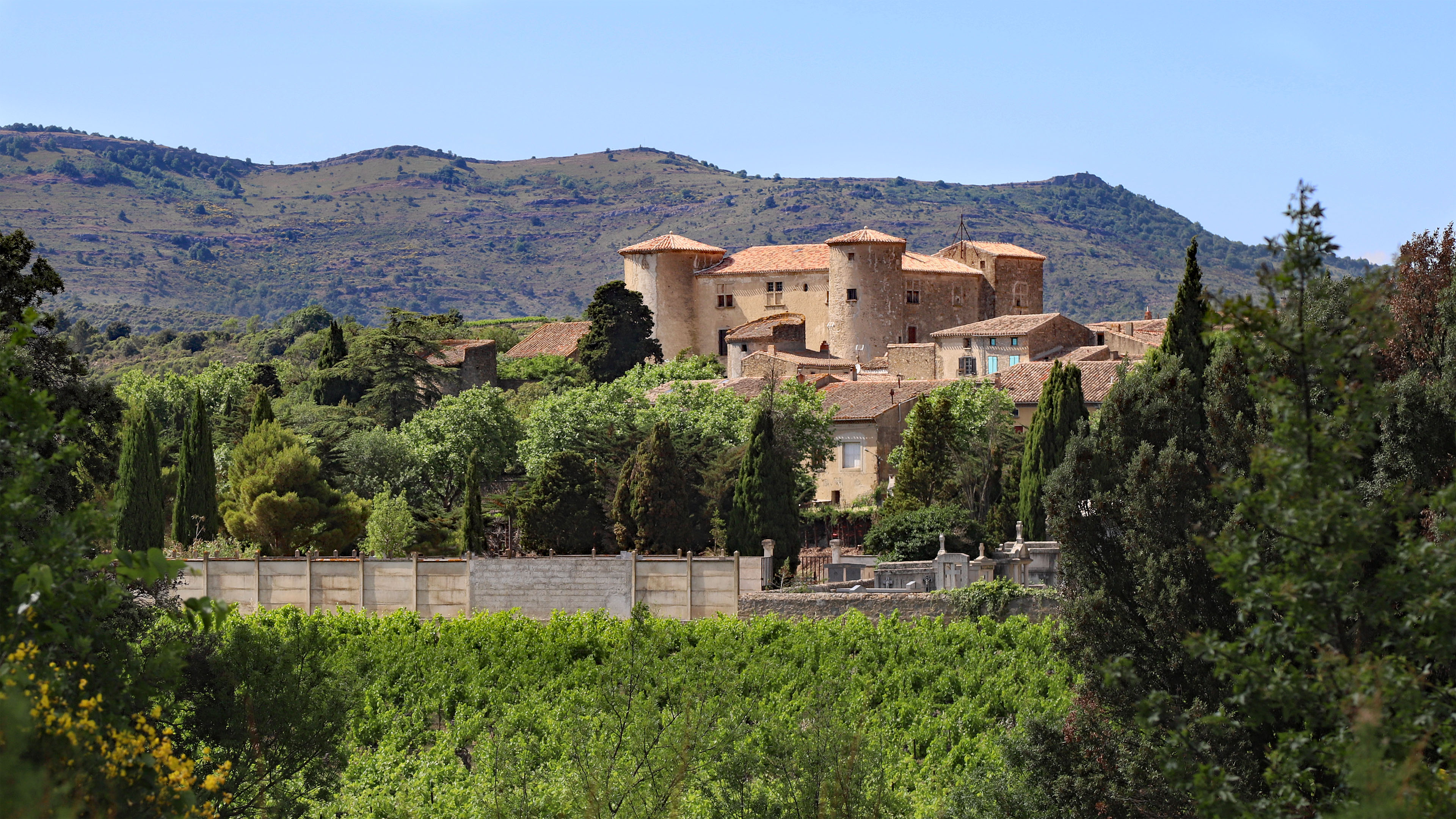
Le château en 2021

## Localisation
Le château est situé sur la commune de Serviès-en-Val, dans le département français de l'Aude.

## Historique
L'édifice est inscrit au titre des monuments historiques en 1926.

Le château et ses abords sont inscrits au titre des sites naturels depuis 1943.